# Sado (Setúbal)
Sado – parafia (freguesia) gminy Setúbal i jednocześnie miejscowość w Portugalii. W 2011 zamieszkiwało ją 5 783 mieszkańców, na obszarze 16,90 km².